# ماسانچی
ماسانچی (به قزاقی: Масанчи، ماسانچي) یک منطقهٔ مسکونی در قزاقستان است که در شهرستان قوردای واقع شده‌است.